# Metrojet
Kogalymavia, (russe : «Авиакомпания Когалымавиа») ou Kolavia (russe : Колавиа), est une compagnie aérienne russe fondée en 1993, et basée à Kogalym dans le district autonome des Khantys-Mansis. Elle utilise « MetroJet » comme nom commercial.

## Flotte

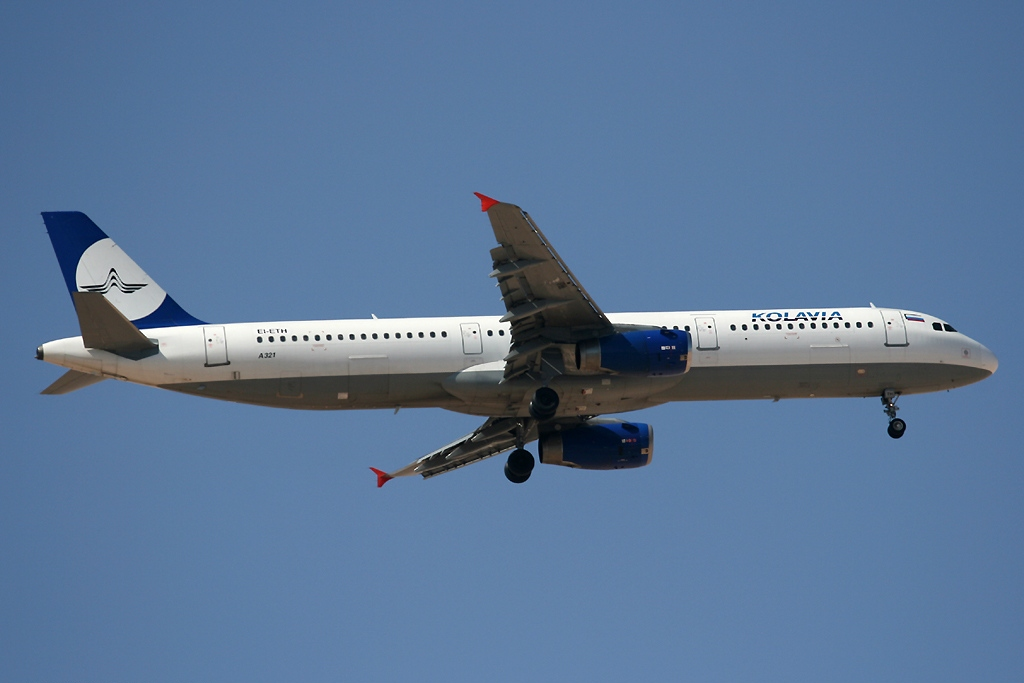
Airbus A321 de Kogalymavia

La flotte de la compagnie dispose de 7 avions (octobre 2015) :

## Histoire
Kogalymavia fut créé en mai 1993. Elle opère alors des vols sous le nom de Kolavia.
Le 1er janvier 2011, un Tupolev Tu-154 opérant le vol 348 Kolavia est victime d'un accident, sur les 119 personnes à bord, 3 sont tuées et 43 sont blessées, dont 4 graves.
Le 1er mai 2012, la compagnie change de nom commercial, passant de Kolavia à MetroJet,.
Le 31 octobre 2015, vraisemblablement en raison d'une bombe en soute, ou d'un tail-strike mal réparé, l'Airbus A321 du vol Kogalymavia 9268 s'écrase dans le Sinaï en Égypte ; 224 passagers et membres d'équipage se trouvaient à bord.